# Хоакін Мора Фернандес
Хоакін Мора Фернандес (ісп. Joaquín Mora Fernández; 16 січня 1786 — 26 жовтня 1862) — державний і політичний діяч, виконував обов'язки голови держави Коста-Рики навесні 1837 року.

## Біографія
Був молодшим братом Хуана Мори Фернандеса. Здобув юридичну освіту.
Працював у судовій системі, зокрема 1823 року був членом спеціального суду, який розглядав справу щодо одного з учасників роялістського перевороту. Від 1829 до 1831 та від 1836 до 1838 року був членом Ради представників, а 1832 входив до складу Верховного суду Коста-Рики.
1 березня 1837 року для завершення терміну повноважень Брауліо Каррільйо Коліни та через те, що вибори наступника останнього на посаді голови держави ще не було призначено, Мору Фернандеса обрали тимчасовим головою виконавчої влади та головою держави. Виконував обов'язки до 17 квітня 1837 року.
За свого врядування він ухвалив рішення щодо будівництва портової інфраструктури, а також затвердив ставки заробітної плати та забезпечення державних службовців.
У січні 1839 року Мору Фернандеса звинуватили у змові проти уряду Брауліо Каррільйо Коліни та плануванні його вбивства. Попри запекле заперечення звинувачень, Хоакіна Мору Фернандеса засудили до страти, втім 18 січня Каррільйо вирішив замінити вирок на вигнання з країни. 1840 року Мора Фернандес намагався повернутись до Коста-Рики, але був змушений відмовитись від таких планів під страхом смерті.
Після падіння режиму Каррільйо Мора Фернандес усе ж повернувся на батьківщину, але політичною діяльністю більше не займався, надавши перевагу управлінню своїми кавовими плантаціями.